# Porto Rico nos Jogos Pan-Americanos de 1971
Porto Rico competiu nos Jogos Pan-Americanos de 1971 em Cáli, Colômbia, de 25 de julho a 8 de agosto de 1971. Conquistou dez medalhas no total.